# Marooned (pel·lícula)
 Marooned és una pel·lícula estatunidenca dirigida per John Sturges estrenada el 1969, adaptació de la novel·la de Martin Caidin.

## Argument
Una missió espacial de la NASA va malament en la tornada a la Terra, no podent activar els astronautes els retrocoets per aterrar.
Una missió de socors s'estableix malgrat les dificultats tècniques i meteorològiques, mentre que els astronautes en òrbita agonitzen per manca d'oxigen.

## Repartiment
- Gregory Peck: Charles Keith
- Richard Crenna: Jim Pruett
- David Janssen: Ted Dougherty
- James Franciscus: Clayton Stone
- Gene Hackman: Buzz Lloyd
- Lee Grant: Celia Pruett
- Nancy Kovack: Teresa Stone
- Mariette Hartley: Betty Lloyd
- Scott Brady: Oficial
- Craig Huebing: Director del vol
- Frank Marth:  Director sistema Air Force System
- John Carter: Flight Surgeon
- Vincent Van Lynn: periodista
- George Gaynes:  Director Missió
- Tom Stewart: Houston Cap Com